# Blomma

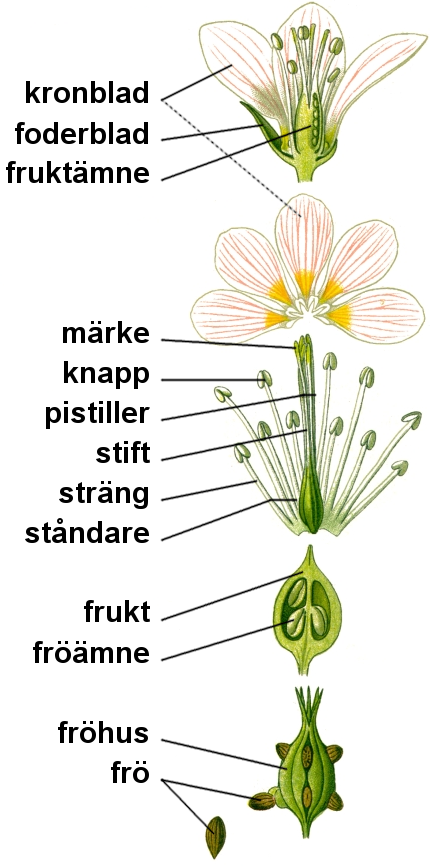
Blommans anatomi. I detta fall en illustration över harsyrans blomma.

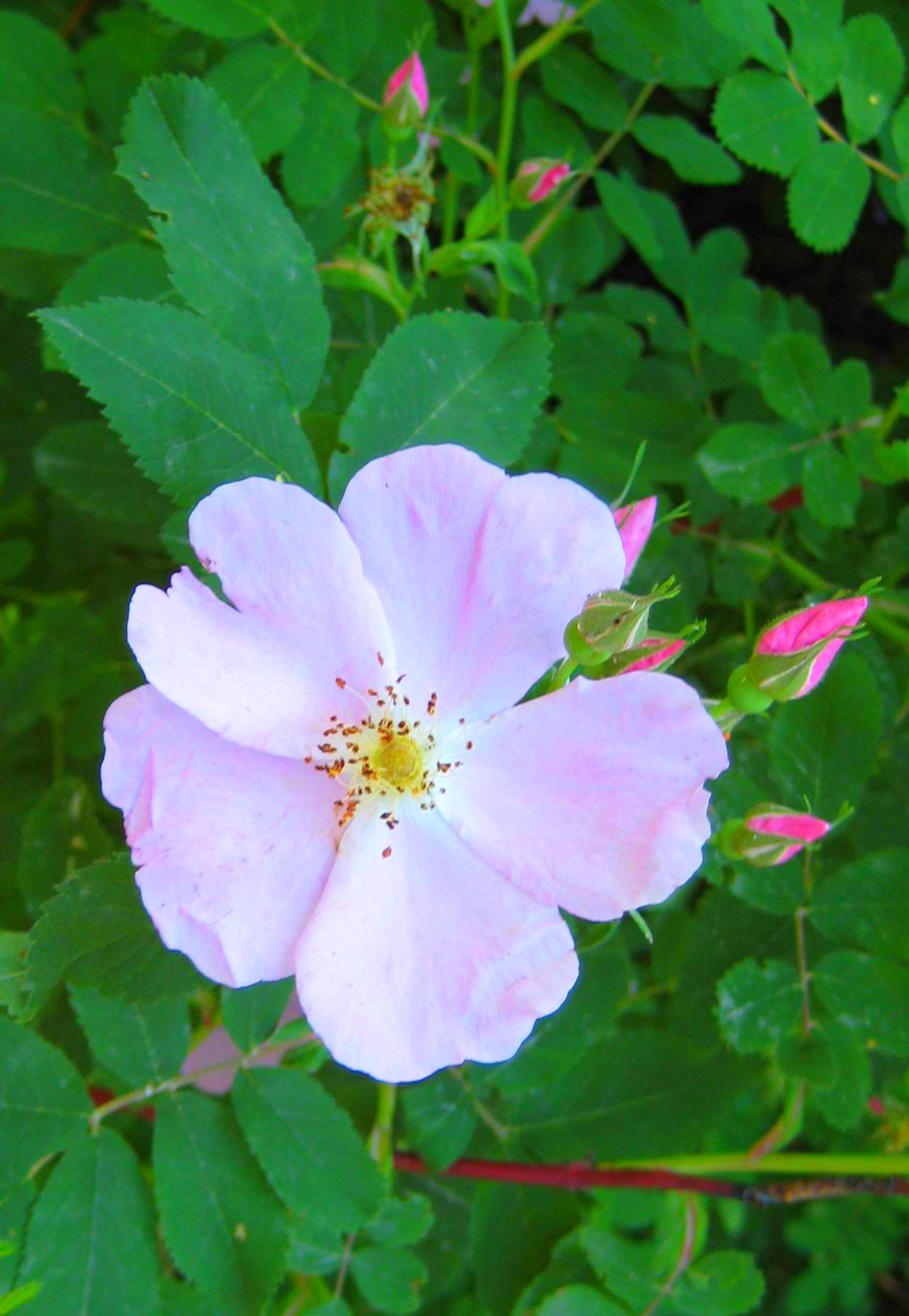
Finnros (Rosa acicularis) med fem kronblad, många ståndare och många pistiller.

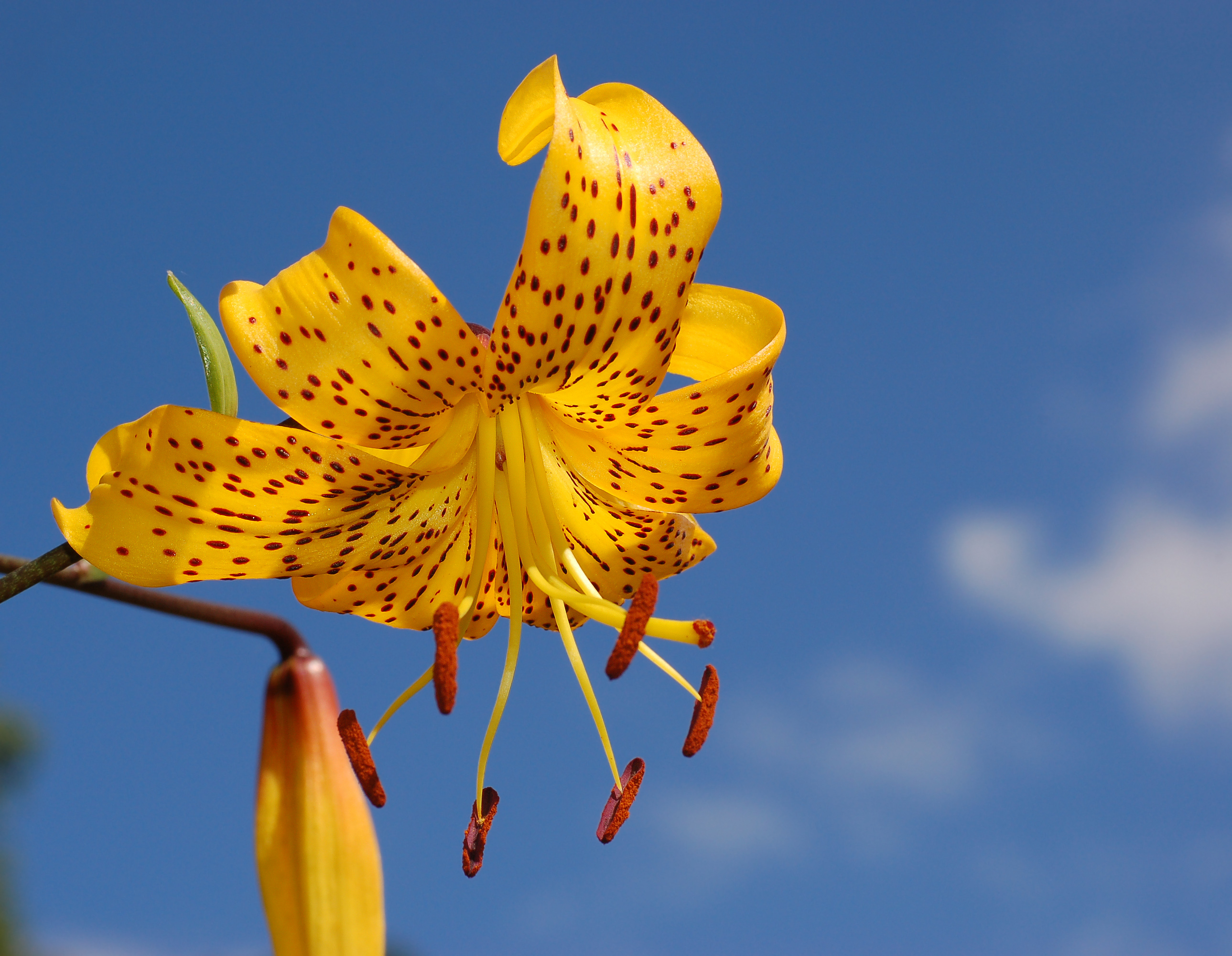
Flocklilja (Lilium 'Citronella') med sex kalkblad, sex ståndare och en pistill.

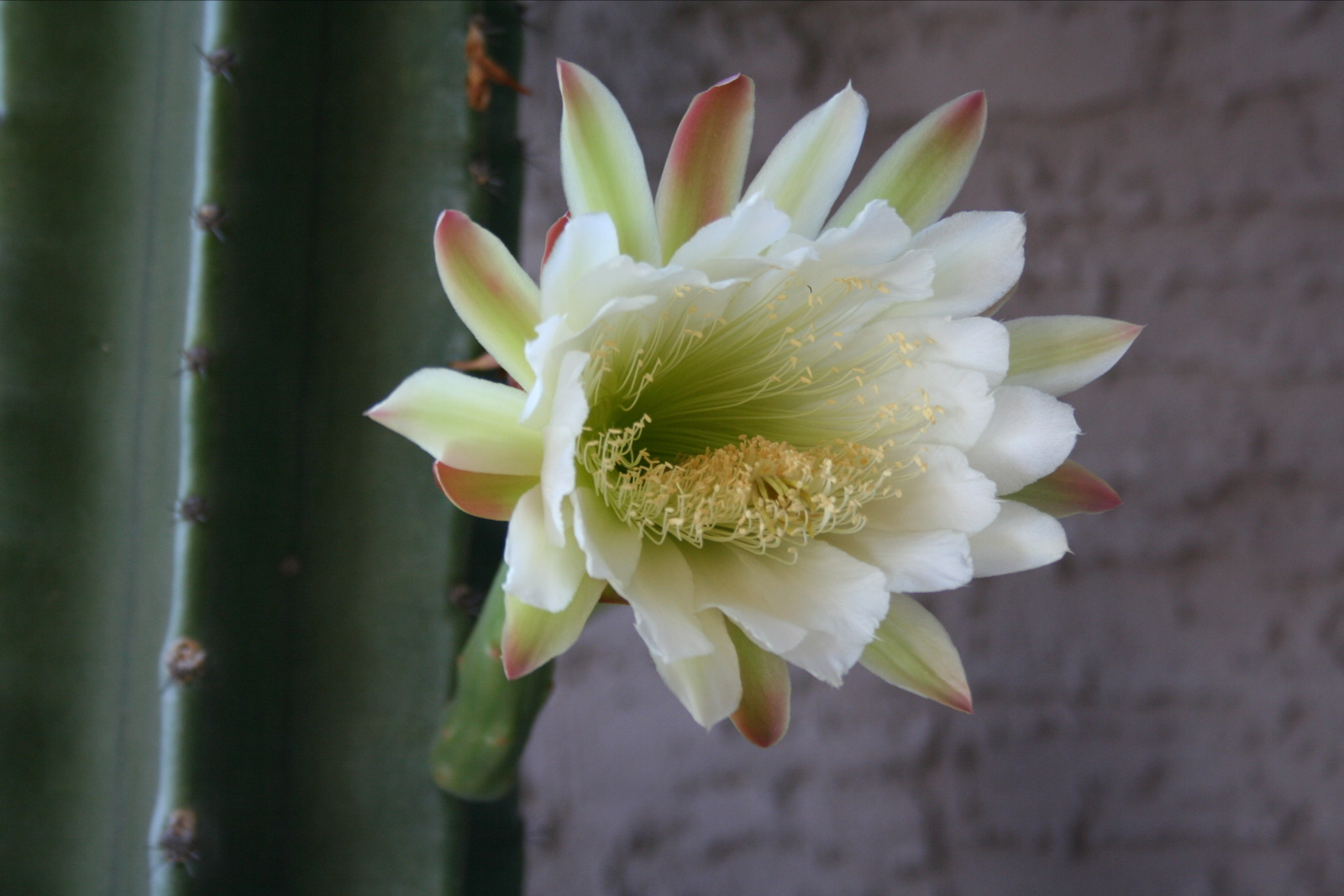
Tepaler hos pelarkaktus.

Blomman är den del av blomväxterna som används för fortplantning. Blommans funktion är att producera frön. Blommor är ofta färgglada eller doftande för att locka till sig insekter så att de kan bli pollinerade.

## Blommans fertila delar: ståndare och pistill
I en ring innanför kronbladen sitter de hanliga organen som kallas ståndare. De kan vara olika många beroende på art och består av ett skaft, som kallas sträng, och en knapp som är toppen på ståndaren. Ståndarna är ofta fria men kan vara hopväxta vid basen. Knappen är i regel skild i två knapphalvor, vars fäste kallas konnektiv. Knappen innehåller pollenkorn och öppnar sig när dessa är mogna. Pollenkornen kan spridas från en blomma till en annan med hjälp av exempelvis insekter. En blomma som är specialiserad för att sprida pollen med vinden kallas vindblomma.
Mitt i blomman finns det honliga organet, som består av en eller flera pistiller och längst upp på pistillen sitter det klibbiga märket där pollenkornen ska fastna. Under märket på pistillen finns ofta ett smalt skaft som kallas stift. Längst ner på pistillen sitter en förtjockning som är fruktämnet med fröämnen inuti. Efter befruktningen växer fruktämnet till och bildar den färdiga frukten med frön i. I många fall består denna frukt endast av ett fröhus och saknar en omgivande köttig del som exempelvis äpple, apelsin och plommon har.

## Blommans sterila delar: kronblad, foderblad och andra blad
Stödblad kan sitta vid blomskaftets bas och blad på själva skaftet kallas förblad. Blomaxeln är den del där skaftet övergår i blomman. Blommans blad sitter vanligen i två kransar och kallas tillsammans hylleblad. Hyllebladens placering i förhållande till fruktämnet varierar inom olika familjer och man brukar tala om översittande, kringsittande eller undersittande hylle (se Pistill). Hyllebladen kan ofta skiljas i foderblad och kronblad. De enhjärtbladiga växterna har ofta två kransar med tre blad av likartat utseende, vilka brukar kallas kalkblad. Foderbladen är ofta gröna eller bruna, fria eller hopväxta. Kronbladen är i regel färgade och fungerar som skyltorgan för pollinerande insekter.
Kronbladen kan vara fria från varandra (fribladig) eller hopväxta (sambladig), som exempelvis hos klockväxterna. En del blommor har sporre för nektar. Det kan också finnas en bikrona som är extra utskott på kronbladen eller kalken (exempelvis hos rödblära eller påsklilja).
Tepaler avser hylleblad där dessa inte är differentierade i foder och krona, som hos kaktusväxter och magnolia. Petaler är kronblad, sepaler är foderblad. Dessa latinska termer används även på många andra språk.

## Symmetrigrupperna
Se även artikeln om blomsymmetri. Blommorna kan indelas i symmetrigrupper. Man kallar en blomma radiärsymmetrisk (aktinomorf) om man uppifrån kan dela den i två lika delar, tre eller flera gånger genom centrum. Exempel är flertalet fetbladsväxter. Bisymmetriska blommor med endast två symmetriplan är typiskt för exempelvis korsblommiga. Blommor med endast ett symmetriplan kallas zygomorfa, exempelvis lejongapsväxterna och ärtväxterna.

## Blomutveckling
Man vet numera ganska väl hur identiteten av blommans organ bestäms under blommans bildande. Organanlagen uttrycker tre olika genfunktioner som i olika kombinationer bestämmer vilket organ som bildas. Genfunktionerna kallas A, B och C-funktioner. Det anlag som skall bilda foderblad uttrycker bara A-gener, det som bildar kronblad A- och B-gener, det som bildar ståndare B- och C-gener och det som bildar pistiller slutligen enbart C-gener. I sammanfattning: A=foderblad, A+B=kronblad, B+C=ståndare och C=pistiller. Denna modell är baserad på studier av homeotiska mutationer hos bland annat backtrav (Arabidopsis thaliána). Hos en mutant som förlorat B-funktionen exempelvis, får vi foderblad istället för kronblad i andra blomorgankransen och pistiller istället för ståndare i tredje blomorganskransen. Dessa genfunktioner utförs av transkriptionsfaktorer som reglerar genuttrycket i varje typ av blomorgan.